# Dora 2019.
Natjecanje Dora 2019. održalo se 16. veljače 2019. u Sportskoj dvorani „Marino Cvetković” u Opatiji. Nakon 8 godina interne selekcije, HRT je organizirao Doru 2019. kako bi odabrao svog predstavnika na Eurosongu 2019. Na natjecanju je sudjelovalo 16 pjesama, među kojima je pjesma "The Dream" Roka Blaževića pobijedila. 
Voditelji su bili  Jelena Lešić, Iva Šulentić i Mirko Fodor. Tijekom showa nastupili su bubnjari iz Sudar Percussiona, hrvatska predstavnica na Eurosongu 2018., Franka Batelić, Mia Negovetić, Dino Jelusić i Vanna.
Prijenos natjecanja glazbeno-scenskog spektakla mogao se pratiti od 20:05 na Prvome programu HTV-a, Drugom programu HR-a i na ostalim službenim medijima HRT-a.

## Popis natjecateljskih pjesama
Natječaj je bio otvoren od 20. studenoga 2018. do 10. siječnja 2019., pjesme su mogle biti na engleskom, francuskom, talijanskom ili hrvatskom jeziku. Rezultati natječaja na kojem se prijavilo 162 pjesme, objavljeni su 17. siječnja 2019. Redoslijed nastupanja odredio je HRT i objavio ga 3. veljače 2019. godine.
| R. br. | Izvođač                             | Pjesma                  | Skladatelj(i)                                               |
| ------ | ----------------------------------- | ----------------------- | ----------------------------------------------------------- |
| 1.     | Bojan Jambrošić i Danijela Pintarić | Vrijeme predaje         | Ante Toni Eterović, Leonardo Čeči Baksa                     |
| 2.     | Jelena Bosančić                     | Tell Me                 | Jelena Bosančić                                             |
| 3.     | Kim Verson                          | Nisam to što žele       | Kim Verson                                                  |
| 4.     | Jure Brkljača                       | Ne postojim kad nisi tu | Miroslav Drljača Rus                                        |
| 5.     | Beta Sudar                          | Don't Give Up           | Predrag Martinjak, Malin Johansson                          |
| 6.     | Lea Mijatović                       | Tebi pripadam           | Igor Ivanović, Marko Vojvodić                               |
| 7.     | Gelato Sisters                      | Back to That Swing      | Tvrtko Hrelec                                               |
| 8.     | Luka Nižetić                        | Brutalero               | Branimir Mihaljević, Mario Mihaljević                       |
| 9.     | Elis Lovrić                         | All I Really Want       | Elis Lovrić, Olja Dešić                                     |
| 10.    | Domenica                            | Indigo                  | Tonči Huljić, Vjekoslava Huljić                             |
| 11.    | Roko Blažević                       | The Dream               | Jacques Houdek, Andrea Čubrić, Charlie Mason                |
| 12.    | Ema Gagro                           | Redemption              | Andreas Björkman, Adriana Pupavac, Kalle Persson, Ema Gagro |
| 13.    | Lidija Bačić                        | Tek je počelo           | Denis Dumančić, Fayo                                        |
| 14.    | Lorena Bućan                        | Tower of Babylon        | Tonči Huljić, Ivan Huljić, Vjekoslava Huljić                |
| 15.    | Bernarda Brunović                   | I Believe in True Love  | Duško Rapotec Ute, Bernarda Brunović, Tatjana Bon           |
| 16.    | Manntra                             | In the Shadows          | Marko Matijević Sekul, Maja Kolarić, Boris Kolarić          |

### Rezerve i odustajanja
Nakon što su se 4 Tenora 29. siječnja 2019. povukla s natjecanja zbog prethodno zakazanog koncerta, njihovo mjesto trebala je zauzeti pjevačica Tonka s pjesmom "Don’t Say You Love Me", međutim i ona je odustala, tako je njihovo mjesto zamijenila druga po redu rezervna pjesma "Nisam to što žele" Kim Verson. Zbog te situacije, HRT je izabrao nove dvije zamjenske.
| R. br. | Izvođač            | Pjesma                | Skladatelj(i)                        |
| ------ | ------------------ | --------------------- | ------------------------------------ |
| 1.     | Tonka              | Don't Say You Love Me | Aljoša Šerić, Srđan Sekulović Skansi |
| 2.     | Kim Verson         | Nisam to što žele     | Kim Verson                           |
| 3.     | Patricia Gašparini | Pretend               | P. Gašparini/O. Novaković/D. Scholz  |
| 4.     | Eni&Vjeko          | Čudo                  | B. Kovačić                           |

## Vanjske poveznice
- Službena stranica na hrt.hr